# Zhao Tingting
Zhao Tingting (en chino: 赵婷婷; Nantong, 28 de noviembre de 1982) es una deportista china que compitió en bádminton, en las modalidades de dobles y dobles mixto.
Ganó tres medallas en el Campeonato Mundial de Bádminton, en los años 2003 y 2009. Participó en los Juegos Olímpicos de Atenas 2004, ocupando el cuarto lugar en la prueba de dobles y el quinto en dobles mixto.

## Palmarés internacional
| Campeonato Mundial | Campeonato Mundial       | Campeonato Mundial | Campeonato Mundial |
| Año                | Lugar                    | Medalla            | Prueba             |
| ------------------ | ------------------------ | ------------------ | ------------------ |
| 2003               | Birmingham (Reino Unido) | Medalla de plata   | Dobles             |
| 2003               | Birmingham (Reino Unido) | Medalla de bronce  | Dobles mixto       |
| 2009               | Hyderabad (India)        | Medalla de oro     | Dobles             |